# Les Deux Écoles
Singles de Michel Sardou
Si l'on revient moins riches
(1984) Délire d'amour
(1984)
Pistes de Io Domenico
Atmosphères Rouge
Les Deux Écoles est une chanson de Michel Sardou sortie le 17 juin 1984, dans le contexte des polémiques liées au projet de loi Savary et du mouvement de l'École libre.
Le single se vend à plus de 250 000 exemplaires.

## Autour de la chanson
Avec ce titre, Sardou se prononce pour la liberté des parents à choisir l'éducation qu'ils souhaitent pour leurs enfants (« Je veux que mes enfants s'instruisent à mon école / S'ils ressemblent à quelqu'un, autant que ce soit moi »). Le chanteur s'inspire de sa propre scolarité « double », ayant suivi un enseignement dans une école publique laïque ainsi que dans un établissement catholique, pour conclure finalement « J'ai fait les deux écoles, et ça n'a rien changé ».

### Manifestation du 24 juin 1984
La chanson sort dans le contexte du projet de loi Savary, visant à la création d'un grand service public de l'éducation. Ce projet, perçu par ses détracteurs comme une tentative de nationalisation de l'école privée, voire une menace pour l'existence de l'enseignement catholique, rencontre une importante opposition, rassemblée essentiellement dans le mouvement de l'École libre. Michel Sardou participe à la plus grande manifestation organisée par ce mouvement, celle du 24 juin 1984, qui réunit selon les organisateurs plus de deux millions de personnes et entraîne l'abandon du projet ainsi que la démission du gouvernement Pierre Mauroy.

## Classement
| Classement (1984) | Meilleure position | Exemplaires vendus |
| ----------------- | ------------------ | ------------------ |
| France (Top 50)   | 11                 | 250 000            |